# 福島市立清水中学校
福島市立清水中学校（ふくしましりつ しみず ちゅうがっこう）は、福島県福島市にある公立中学校である。虹が綺麗に見えるらしい｡

## 概要
福島市街地北部の清水地区周辺を通学区域とし、JR奥羽本線の北側に位置する。福島市立信陵中学校の児童数増加（1983年度末において1546名）を受け信陵中学校通学区域の南側と、南に隣接する福島市立福島第四中学校の通学区域北側の一部を分離して新設された市内でも比較的新しい中学校である。開校当初は周囲を田畑に囲まれた環境であったが、東側に国道13号福島西道路が開通して以降、宅地や商業施設の開発が大規模に進んだ。2020年5月1日現在、16学級407名の児童が在籍する。
校章は開校前の1984年1月に市内中学校の美術教諭3人にデザインが依頼され、2月に審議が行われ決定した。清水地区は名前の通り湧き水が多く、畔や土手に柳が多く自生していたことから、3枚の楕円型の柳の葉が三角形に配置され、中央に「水」の字を象ったシンボルが置かれている。
校歌は草野心平作詞、古関裕而作曲によるものである。1984年に両氏に依頼が行われ、1985年4月27日に発表された。

## 沿革
- 1947年
  - 4月 - 学校教育法が施行され福島市立清水中学校として福島市立清水小学校に併設される形で設置される。
- 1959年
  - 4月 - 福島市立笹谷中学校と統合され、福島市立信陵中学校が設置される。
- 1981年度
  - 福島市立信陵中学校の生徒数増加に伴い新設校設置のため南沢又地区の土地買収を開始する。
- 1982年
  - 6月8日 - 新設校通学区域について地域住民との話し合いが始まる。
  - 9月 - 福島市議会において福島市立学校条例の一部が改正され、新設校の名称が清水中学校に決定する。
- 1983年
  - 8月12日 - RC造四階建（一部二階建）の校舎が竣工する。
- 1984年
  - 1月6日 - 屋内運動場が竣工する。
  - 2月 - 審議により校章が決定する。
  - 3月17日 - 信陵中学校生徒会にて分離式が行われる。
  - 3月22日 - 福島第四中学校生徒会にて分離式が行われる。
  - 4月1日 - 現在の当校が開校する。
  - 8月20日 - 水泳プール（25m×14m 7コース）が竣工する。
  - 6月1日 - 福島市教育委員会主催で開講式が開かれる。
  - 9月27日 - 校長とPTA会長が双葉郡川内村在住の草野心平のもとを訪れ校歌の作詞を依頼する。また、同氏を通じ古関裕而へ作曲を依頼する。
  - 10月8日 - 草野心平が来校し、視察を行う。
  - 11月6日 - 校長とPTA会長が東京の古関裕而のもとを訪れ、正式に効果作曲の依頼をする。
- 1985年
  - 3月14日 - 校歌制定日。4月27日に校歌発表会が行われ、校歌が関係者に披露される。
- 1995年
  - それまでの学習発表会から名称を変え、第1回青柳祭が開催される。

## 教育方針
教育目標
自立と共生～学び続ける生徒〜

## 学校行事
| - 4月入学式、修学旅行 - 5月 - 6月 | - 7月 - 8月 - 9月 | - 10月青柳祭 - 11月 - 12月 | - 1月 - 2月 - 3月卒業式 |

## 生徒会活動・部活動など
運動系部活動
・野球部
・サッカー部
・ソフトテニス部 
・ハンドボール部
・バレーボール部
・バスケットボール部
・ソフトボール部
・卓球部
・剣道部
・特設駅伝部
文化系部活動
・吹奏楽部
・情報処理部
・芸術部

## 通学区域[2]
- 清水地区
  - 泉
  - 森合（字蒲原、清水、後口、高野の一部、南上古屋の一部、上古屋の一部）
  - 南沢又（松川以南）
  - 御山（字山田、清次郎作り、道割、山古谷地、三合田、沢田、長滝、荒田、北汁田、松川原の一部）
  - 野田町（字台、中ノ町、道端、加賀屋敷、上谷地、高野、上高野、寺ノ内、谷地、上沼田、八郎内、相沢、清水尻、八天、竹ノ内、清合内前、清合内、田中、街道北）
  - 八島田（字琵琶渕23～39・68・78・80～88）

## 進学前小学校[3]
- 福島市立御山小学校
- 福島市立清水小学校
- 福島市立森合小学校

## 学区内の主な施設
- 福島市役所清水支所
- 福島市清水学習センター
- 国道13号
  - 福島西道路
- 福島交通飯坂線
  - 泉駅
  - 岩代清水駅
- ヨークベニマル泉店・福島西店

## 交通
- JR福島駅より福島交通飯坂線乗車、岩代清水駅下車、徒歩13分[4]。